# 唱哈利路亞
《唱哈利路亞》（或譯《唱哈利路亞讚美主》）是一首當代基督教崇拜歌曲，在1974年由琳達·斯塔森-本傑明（Linda Stassen-Benjamin，生於1951年）作曲。此曲旋律簡單易於傳唱，流行於多國語言，非常著名。據指本曲曲調是作曲人斯塔森-本傑明洗澡時想到的，至於全首歌則是在科斯塔梅薩各各他教堂一個工作坊期間所完成，並與作曲小組一起創作和音曲調。
《唱哈利路亞》為小调，此乃在贊美歌曲中比較少見。此歌曲是復活節的聖詩，歌詞的四節源自早期基督教禮拜儀式中聖經的簡單重複句子。

## 用作示威
2019年，香港爆發反對逃犯條例修訂的遊行，在及後的運動早期，此曲的英語版本亦在不同的場合及氣氛中多次出現於金鐘政總一帶．。
6月9日立法會衝突後的6月11日，數百名基督徒在政府總部外通宵唱此歌曲，希望喚醒警察的良知，化解清場的戾氣，亦代表天父賦予人類平等自由。此後多日亦有為數不少示威者奏唱此歌曲，包括6月14日和6月16日大遊行期間，遊行後示威者亦舉行聖詩馬拉松，在立法會示威區通宵唱此曲。另外，按香港公安条例，宗教集會不作集会、游行管轄，由此爲示威提供了額外的法律保護。

## 歌詞
| 英文                                                                    | 中文                                         |
| ----------------------------------------------------------------------- | -------------------------------------------- |
| Sing Hallelujah to the Lord Sing Hallelujah Sing Hallelujah to the Lord | 唱哈利路亞讚美主 唱哈利路亞 唱哈利路亞讚美主 |

## 其他語言版本
- 法語：《Chante alléluia au Seigneur》[16]
- 西班牙語：《Canta aleluya al Señor》[17]